# Tanycolagreus
Tanycolagreus („lovec s dlouhýma nohama“) byl menší teropodní dinosaurus, žijící na území dnešního Wyomingu (USA) v době asi před 153 až 150 miliony let, tedy v období svrchní jury.

## Objev a popis
Zkameněliny tohoto malého céluridního teropoda byly objeveny ve vrstvách slavného severoamerického souvrství Morrison. Dosahoval délky asi 3,3 až 4 metrů a hmotnosti kolem 120 kilogramů. Pravděpodobně lovil menší obratlovce, včetně malých býložravých dinosaurů.

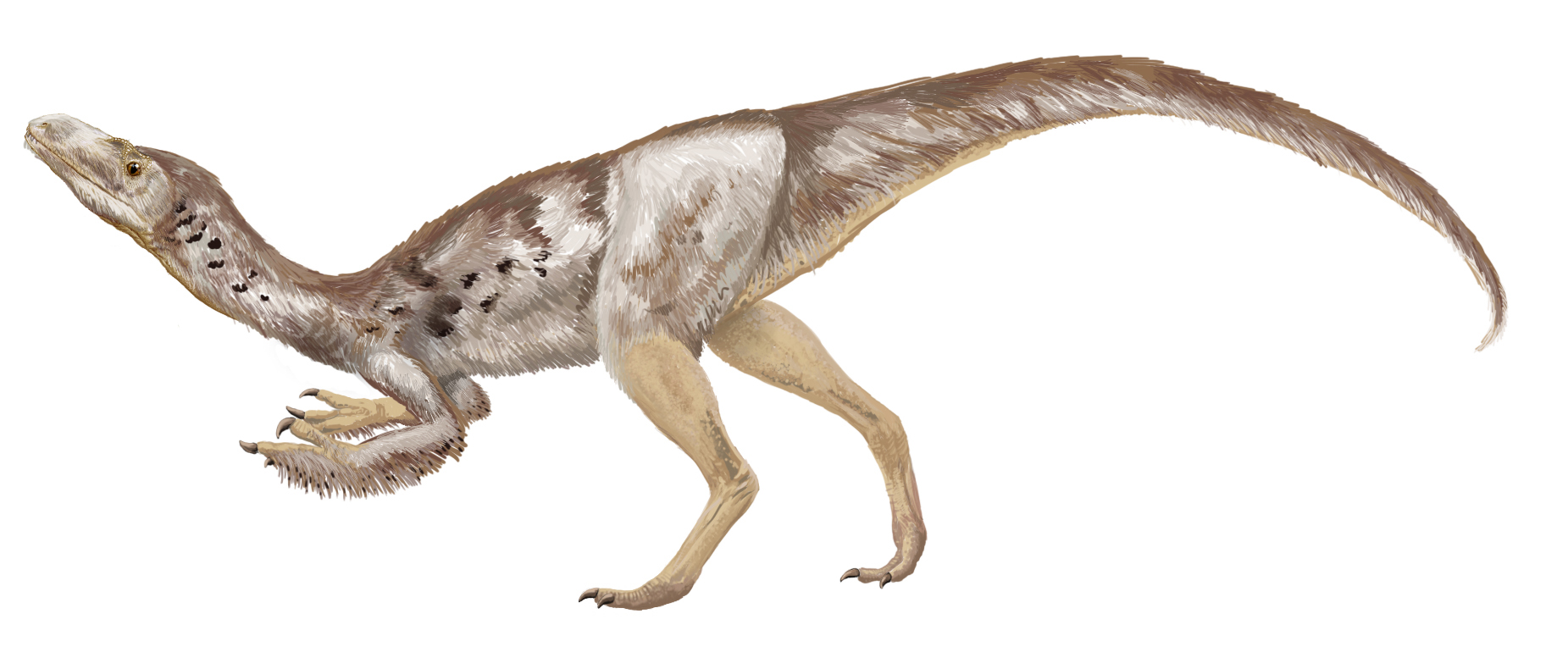
Tanycolagreus topwilsoni – rekonstrukce

## Systematické zařazení
Tento teropod byl blízkým příbuzným rodu Coelurus. Pravděpodobně patřil do nadčeledi Tyrannosauroidea a byl tedy velmi vzdáleným příbuzným mnohem později žijícího rodu Tyrannosaurus.